# Benjamin Spock
Benjamin McLane Spock (født 2. maj 1903, død 15. marts 1998) var en amerikansk børnelæge og professor i pædiatri ved Case Western Reserve University fra 1955 til 1967.

## Karriere som læge
Han udgav flere populærmedicinske bøger, mest kendt er bestselleren The Common Sense Book of Baby and Child Care fra 1946. Bogen havde et revolutionerende budskab til forældre: Du ved mere end du tror.Derudover var det vigtigt for Spock at fremhæve at Forældre skal også leve.

## Idrætskarriere
I sin universitetstid på Yale var Spock en habil sportsmand, der først dyrkede atletik, men senere gik over til roning. Til OL 1924 sendte amerikanerne en otter fra Yale, og her var Spock med. Efter at have vundet deres indledende heat sikrede amerikaneren sig guldet i sikker stil, mens sølvet gik til Canada og bronzen til Italien. Den amerikanske besætning bestod foruden af Spock af Leonard Carpenter, Howard Kingsbury, Al Lindley, John Miller, James "Babe" Rockefeller, Fred Sheffield, Al Wilson og styrmand Chick Stoddard.